# Општина Пале
Општина Пале је једна од општина града Источно Сарајево у Републици Српској, БиХ. Сједиште општине је на Палама. Према подацима Агенције за статистику Босне и Херцеговине на попису становништва 2013. године, у општини је пописано 20.909 лица.

## Географија
Општина се простире на површини од 492,8 км². На простору општине извире ријека Миљацка, и налази се пећина Орловача. Подручје општине се налази на планинском терену планина Романије и Јахорине.

## Насељена мјеста
Подручје општине Пале чине насељена мјеста: Бјелогорци, Бљуштевац, Боговићи, Брдарићи*, Брдо, Брезовице, Брњица, Буђ, Виноград, Влаховићи, Глуховићи, Горња Винча, Горња Љубогошта, Горње Пале, Горњи Прибањ, Горовићи, Градац, Гуте, Доња Винча, Доња Љубогошта, Јасик, Јахорина, Јеловци, Кадино Село, Каменица*, Касидоли, Космај, Костреша, Крачуле, Луке, Миошићи, Модрик, Мокро, Нехорићи, Павловац, Пале, Петовићи, Подвитез, Подграб, Подлозник, Подмеденик, Понор, Прача*, Прутине, Пустопоље, Радоњићи, Раките, Раковац, Рогоушићи, Росуље, Саице, Сињево, Сјетлина, Средње*, Стајна, Стамболчић, Стране, Сумбуловац, Турковићи*, Ћемановићи, Удеж, Хоточина, Шип.
Дијелови насељених мјеста: Брдарићи, Каменица, Прача, Средње и Турковићи.
На подручју општине Пале постоји седам мјесних заједница:
МЗ Брезовице, МЗ Јасик, МЗ Коран, МЗ Мокро, МЗ Пале, МЗ Подграб и МЗ Прача.

## Историја
На простору општине се налазе остаци неколико старих утврђења и насеобина, од којих су најпознатија Ходидјед (Одиђед), Градина код Пала (Градина Павловића), и Стари град на саставцима Паљанске и Мокрањске Миљацке. Током средњег вијека, подручјем општине је владала српска властелинска породица Павловић.

### Насељена мјеста 1991.
Бјелогорци, Бљуштевац, Боговићи, Брдарићи, Брдо, Брезовице, Брњица, Бројнићи, Буђ, Виноград, Влаховићи, Глуховићи, Горња Љубогошта, Горња Винча, Горње Пале, Горњи Прибањ, Горовићи, Градац, Гуте, Датељи, Доња Љубогошта, Доња Винча, Јахорина, Јасик, Јеловци, Кадино Село, Каменица, Касидоли, Комрани, Космај, Костреша, Крачуле, Луке, Миошићи, Модрик, Мокро, Нехорићи, Пале, Павловац, Петовићи, Подграб, Подлозник, Подмеденик, Подвитез, Понор, Прача, Прутине, Пустопоље, Радоњићи, Раките, Раковац, Реновица, Рогоушићи, Росуље, Саице, Сињево, Сјетлина, Средње, Стајна, Стамболчић, Стране, Сумбуловац, Турковићи, Ћемановићи, Удеж, Хоточина, Чељадинићи, Чемерница, Шаиновићи, Шип.
Највећи дио пријератне општине Пале остао је у саставу Републике Српске. У састав Федерације БиХ ушла су насељена мјеста: Бројнићи, Чељадинићи, Чемерница, Датељи, Комрани, Реновица и Шаиновићи, те дијелови насељених мјеста: Брдарићи, Каменица, Прача, Средње и Турковићи. Од овог подручја формирана је општина Пале-Прача.

## Становништво
|             | 2013.           | 1991.           | 1981.           | 1971.           | 1961.           |
| Укупно      | 20 909 (100,0%) | 16 355 (100,0%) | 15 482 (100,0%) | 16 119 (100,0%) | 16 477 (100,0%) |
| Срби        | 20 451 (97,81%) | 11 284 (68,99%) | 10 530 (68,01%) | 11 230 (69,67%) | 11 655 (70,73%) |
| Бошњаци     | 186 (0,890%)    | 4 364 (26,68%)1 | 3 937 (25,43%)1 | 4 508 (27,97%)1 | 2 809 (17,05%)1 |
| Хрвати      | 128 (0,612%)    | 129 (0,789%)    | 100 (0,646%)    | 142 (0,881%)    | 223 (1,353%)    |
| Неизјашњени | 55 (0,263%)     | –               | –               | –               | –               |
| Остали      | 25 (0,120%)     | 182 (1,113%)    | 56 (0,362%)     | 57 (0,354%)     | 21 (0,127%)     |
| Црногорци   | 20 (0,096%)     | –               | 68 (0,439%)     | 68 (0,422%)     | 107 (0,649%)    |
| Југословени | 14 (0,067%)     | 396 (2,421%)    | 787 (5,083%)    | 80 (0,496%)     | 1 595 (9,680%)  |
| Непознато   | 14 (0,067%)     | –               | –               | –               | –               |
| Словенци    | 5 (0,024%)      | –               | 1 (0,006%)      | 5 (0,031%)      | 19 (0,115%)     |
| Македонци   | 4 (0,019%)      | –               | –               | 1 (0,006%)      | 16 (0,097%)     |
| Украјинци   | 2 (0,010%)      | –               | –               | –               | –               |
| Муслимани   | 2 (0,010%)      | –               | –               | –               | –               |
| Босанци     | 2 (0,010%)      | –               | –               | –               | –               |
| Албанци     | 1 (0,005%)      | –               | 3 (0,019%)      | 24 (0,149%)     | 19 (0,115%)     |
| Мађари      | –               | –               | –               | 4 (0,025%)      | 13 (0,079%)     |

1. 1 На пописима од 1971. до 1991. Бошњаци су пописивани углавном као Муслимани.

## Политичко уређење

### Општинска администрација
Начелник општине представља и заступа општину и врши извршну функцију у Палама. Избор начелника се врши у складу са изборним Законом Републике Српске и изборним Законом БиХ. Општинску администрацију, поред начелника, чини и скупштина општине. Институционални центар општине Пале је насеље Пале, гдје су смјештени сви општински органи.
Начелник општине Пале је Дејан Којић испред Демократског савеза, који је на ту функцију ступио након локалних избора у Босни и Херцеговини 2024. године. Састав скупштине Општине Пале је приказан у табели.

## Истакнуте личности
- Доброслав Јевђевић, припадник Младе Босне и учесник у атентату на аустријског надвојводу Франца Фердинанда;
- Трифко Грабеж, припадник Младе Босне и учесник у атентату на аустријског надвојводу Франца Фердинанда;
- Милан Симовић, учесник Народноослободилачке борбе и народни херој Југославије;
- Михајло Чворо, учесник Народноослободилачке борбе и народни херој Југославије;
- Младен Тодоровић, генерални директор ФАМОС Коран, човјек који је оживио ФАМОС и Пале;
- Радован Караџић, први предсједник Републике Српске;
- Милован Јевтовић, писац, сценариста, уредник;
- Милутин Радојевић, наставник, предсједник ИО у Општини Пале;
- Петар Пандуревић, војно лице и командант;
- Стјепан Короман, војно лице и командант, угледни предузетник;
- Ајдин Пашовић, смучар и олимпијац упалио олимпијску бакљу на отварању ЗОИ '84 у Сарајеву;
- Томислав Лопатић, југословенски биатлонац и учесник ЗОИ '84 у Сарајеву;
- Огњен Короман, српски фудбалер, репрезентативац Србије и тренер;
- Горан Тробок, фудбалер Партизана;
- Александар Косорић, фудбалер;
- Његош Сикираш, кошаркаш;
- Александар Гутаљ, фудбалер;
- Марко Јовичић, атлетичар;
- Милица Поповић, каратисткиња - првак свијета;
- Жана Новаковић, алпска скијашица;
- Раде Капор, спортски радник;
- Чедо Матовић, велики заљубљеник у спорт и природу, најстарији „бордер“ на Палама;
- Зоран Работа, познати возач аутобуса.